# Борисенко Анатолій Семенович
Анатолій Семенович Борисенко (нар. 1910, село Сватова Лучка Куп'янського повіту Харківської губернії, тепер місто Сватове Луганської області — 17 серпня 1990) — радянський державний діяч, голова Саратовського, Балашовського і Ярославського облвиконкомів. Депутат Верховної Ради РРФСР 3-го і 5-го скликань. Депутат Верховної Ради СРСР 4-го скликання.

## Життєпис
Народився в родині робітників.
Член ВКП(б) з 1930 року.
У 1944 році закінчив Інститут механізації сільського господарства, здобув спеціальність інженера-механіка.
У 1951—1954 роках — голова виконавчого комітету Саратовської обласної ради депутатів трудящих.
У січні 1954 — листопаді 1957 року — голова виконавчого комітету Балашовської обласної ради депутатів трудящих.
У грудні 1957 — липні 1961 року — голова виконавчого комітету Ярославської обласної ради депутатів трудящих. Звільнений з посади «у зв'язку з великими недоліками, допущеними в керівництві сільським господарством». 
З грудня 1961 року працював у місті Ставрополі.
Подальша доля невідома.

## Нагороди і звання
- орден «Знак Пошани»
- медаль «За доблесну працю у Великій Вітчизняній війні 1941—1945 рр.» (1945)
- медаль «За трудову доблесть»
- медалі
- Почесна грамота Президії Верховної ради РРФСР